# Natalija Burdejna
Natalija Andrievna Burdejna (ukrainska: Наталія Андріївна Бурдейна), född 30 januari 1974 i Odessa, Ukrainska SSR, Sovjetunionen, är en ukrainsk idrottare som tog OS-silver i bågskytte vid olympiska sommarspelen 2000.